# Artemisa
Artemisa – miasto w zachodniej Kubie, stolica prowincji Artemisa (do 2010 prowincja Hawana), liczy około 73 tys. mieszkańców (2003). Ośrodek rolno - przemysłowy; wielka cementownia.

## Galeria

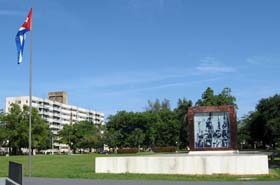
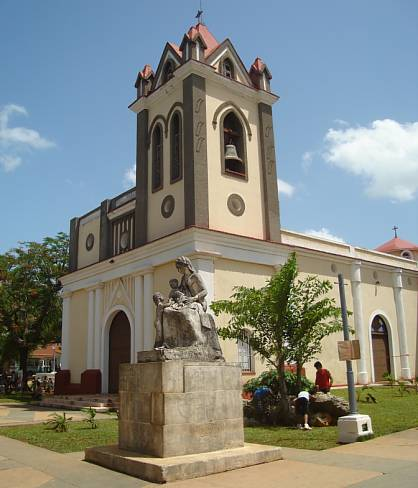

## Urodzeni
- Jesús Herrera Jaime
- Arturo Sandoval